# Ymare
Ymare ist eine französische Gemeinde mit 1.228 Einwohnern (Stand: 1. Januar 2022) im Département Seine-Maritime in der Region Normandie. Die Gemeinde befindet sich im Arrondissement Rouen, ist Teil des Kantons Darnétal (bis 2015: Kanton Boos). Die Einwohner werden Ymarois genannt.

## Geographie
Ymare liegt etwa elf Kilometer südsüdöstlich von Rouen. Umgeben wird Ymare von den Nachbargemeinden Saint-Aubin-Celloville im Norden und Nordwesten, Quévreville-la-Poterie im Osten, Alizay im Süden, Igoville im Süden und Südwesten, Les Authieux-sur-le-Port-Saint-Ouen im Westen und Südwesten sowie Gouy im Westen und Nordwesten.

## Bevölkerungsentwicklung
| Bevölkerungsentwicklung | Bevölkerungsentwicklung | Bevölkerungsentwicklung | Bevölkerungsentwicklung | Bevölkerungsentwicklung | Bevölkerungsentwicklung | Bevölkerungsentwicklung | Bevölkerungsentwicklung | Bevölkerungsentwicklung |
| ----------------------- | ----------------------- | ----------------------- | ----------------------- | ----------------------- | ----------------------- | ----------------------- | ----------------------- | ----------------------- |
| Jahr                    | 1962                    | 1968                    | 1975                    | 1982                    | 1990                    | 1999                    | 2006                    | 2013                    |
| Einwohner               | 211                     | 274                     | 351                     | 830                     | 950                     | 1040                    | 1104                    | 1138                    |

## Sehenswürdigkeiten

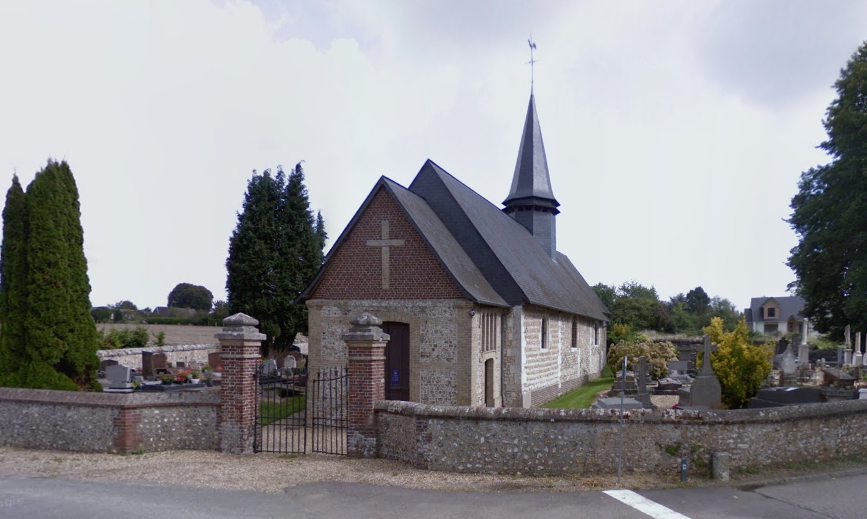
Kirche Saint-Aubin-et-Sainte-Anne

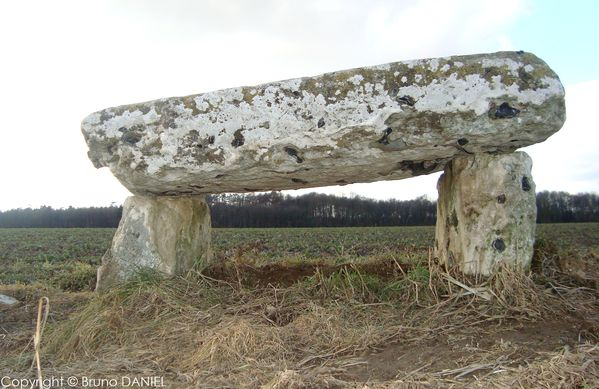
Tombe du Druide

- Kirche Saint-Aubin-et-Sainte-Anne aus dem 17. Jahrhundert
- Der Dolmen Tombe du Druide liegt in einem Feld an der Gemeindegrenze zwischen Ymare und Alizay.